# Nachts unter der steinernen Brücke
Nachts unter der steinernen Brücke ist ein Roman von Leo Perutz (1882–1957). Perutz begann ihn 1924 in Wien und stellte ihn 1951 in Tel Aviv fertig. Er erschien 1953.

## Aufbau
Entlang einer unmöglichen Liebe zwischen dem Habsburger Rudolf II. und der schönen Jüdin Esther und deren Beziehungen zum reichen Mordechai Meisl und zu Rabbi Löw verknüpfen sich die 14 Erzählungen, aus denen der Roman besteht, zu einer vielgestaltigen mythischen Legende zwischen Prager Judenstadt und dem Hradschin, der Prager Burg. Erst nach und nach eröffnen sich dem Leser die Zusammenhänge zwischen einzelnen, auch unabhängig funktionierenden Geschichten aus dem Prag um 1600, die nicht in der chronologischen Abfolge aneinandergereiht sind. Rahmenhandlung sind die Familiengeschichte des Hauslehrers cand. med. Meisl und die Zerstörung der alten Prager Judenstadt um die Jahrhundertwende, die Perutz als Gymnasiast erlebt hatte.

## Inhalt
Der römische Kaiser Rudolf II. sieht bei einem Besuch in der Judenstadt von Prag eine schöne junge Frau und verliebt sich. Rudolf verlangt von Rabbi Löw, die Schöne solle ihm auf die Burg geschickt werden. Der Rabbi weigert sich, denn Esther ist mit dem Kaufmann Mordechai Meisl verheiratet. Darauf droht der junge Kaiser, die Juden zu vertreiben. Aus Sorge um seine Gemeinde pflanzt Rabbi Löw unter der Steinernen Brücke an der Moldau einen Rosenstock und einen Rosmarinstrauch nebeneinander, in denen sich die Seele von Rudolf und Esther Nacht für Nacht im Traum vereinen. Diese Sünde bringt aber ein großes Kindersterben über die Judenstadt. Als Rabbi Löw die Ursache des Fluchs ergründet, reißt er den Rosmarinstock wieder aus. Die schöne Esther stirbt und lässt Mordechai Meisl ebenso wie Rudolf untröstlich zurück. Jahre später sind Rudolf II. und Meisl, ohne einander je gesehen zu haben, auch anderweitig miteinander verbunden. Der hoch verschuldete Kaiser macht mit dem reichen Kaufmann Geschäfte – Geld gegen Privilegien. Außerdem soll der Kaiser nach Meisls Tod sein Gut erben. Als Mordechai Meisl aber in den letzten Wochen seines Lebens erfährt, dass seine Esther die Geliebte des Kaisers war, verschenkt er sein ganzes Geld, um sich zu rächen. Damit reißt er ganz Böhmen mit ins Unglück. In all diese Vorgänge ist immer auch Rabbi Löw verstrickt, der mit seinen Zauberworten, die Gutes bewirken sollen, doch das Gleichgewicht der Welt stört.

## Inhalt der einzelnen Erzählungen

### Die Pest in der Judenstadt
(1589) Koppel-Bär und Jäckele-Narr, zwei arme Musiker und Spaßmacher, wollen dem Blümchen, der kleinen Schneiderstochter, aufspielen. Doch auch das Blümchen ist tot, die Pest rafft die Kinder der jüdischen Gemeinde dahin. Sie gehen auf den Friedhof, sehen dort die Geister der toten Kinder spuken. Der Rabbi Löw weiß das als Zeichen zu deuten, dass ein Sünder in der Gemeinde frevelt, Tag um Tag. Der Rabbi lässt die beiden einen der Kindergeister fangen und nach dem Namen des Sünders befragen. Aber die beiden erfahren nur, dass es sich um einen Ehebruch handelt. Der Rabbi versammelt darauf die Gemeinde und verlangt, dass die Sünderin, die das Kindersterben über die Gemeinde gebracht hat, vortreten solle. Als auch nach dreimaliger Aufforderung keine vortritt, verflucht er die Sünderin. Doch an niemandem wird der Fluch sichtbar.
Also schickt Rabbi Löw die beiden Musiker wieder auf den Friedhof, um abermals einen Geist zu fangen und bis in das Zimmer des Rabbis zu locken. So geschieht es. Kaum im Zimmer, verwandelt der Rabbi den Geist in ein lebendiges Kind zurück und befragt es selbst. Das Kind sagt zum Rabbi: Nur Gott und du wissen es. Rabbi Löw begreift. Er macht sich selbst auf zum Ufer der Moldau. Dort stehen unter der steinernen Brücke ein Rosenstrauch und ein Rosmarin ineinander verschlungen. Er trennt die Pflanzen, gräbt den Rosmarin aus und wirft ihn ins dunkle Wasser. In dieser Nacht endet das Kindersterben, die schöne Jüdin Esther Meisl stirbt, der Kaiser Rudolf fährt mit einem Schrei aus dem Bett.

### Des Kaisers Tisch
(1598) Die Verwandten Zaruba und Kaplirsch gehen durch die Judenstadt. Kaplirsch, der reiche Gutsherr, ereifert sich über die Juden und ihre Handelschaften und fragt den armen Zaruba, ob er ihn auf die Burg begleiten will, wo er mit dem Kämmerer des Kaisers Geschäftliches zu besprechen hat. Denn dann werde auch er an des Kaisers Tisch eingeladen. Peter Zaruba erklärt, dass eine alte Weissagung berichtet, einer aus der Familie werde die heilige böhmische Freiheit wieder aufrichten, nur dürfe er nicht von des Kaisers Tisch essen. Zaruba lässt also Kaplirsch allein auf die Burg gehen. Auf dem Weg nach Hause kommt Zaruba bei einem Gasthaus vorbei und kehrt ein, weil der Wirt vier Gänge für nur drei böhmische Groschen verspricht, und speist vorzüglich. Als Kaplirsch am Gastgarten vorbeikommt, ist er schlecht gelaunt. Der Hof hat Zahlungsprobleme und deshalb soll er, der Judenfeind, zum Juden Meisl, eine Geldanweisung einholen. Das habe ihm sogar den Appetit verschlagen, dass er von des Kaisers Tisch kaum gegessen habe. Dabei stellt sich heraus, dass die beiden Verwandten das Gleiche serviert bekommen haben. Der Wirt erzählt, dass er die Reste der kaiserlichen Tafel aufgetragen habe. Zaruba ist verzweifelt, auf diese Weise die böhmische Freiheit verspielt zu haben.

### Das Gespräch der Hunde
(1609) Der vom Unglück verfolgte, aber fromme Jude Berl Landfahrer soll wegen einer unbeabsichtigten Hehlerei gehenkt werden, zur besonderen Strafe zwischen zwei Hunden. Die Nacht vor der Hinrichtung verbringt Landfahrer mit den zwei Hunden in der Zelle, ein magerer Straßenköter und der Pudel des verstorbenen Mordechai Meisl. Die Hunde kläffen, während er beten will. Das ärgert ihn und er will einen Bann über die beiden Hunde verhängen. Dazu schreibt er den magischen Spruch in den Staub und ruft den Bann. Doch er irrt sich in einem Buchstaben und statt der erwünschten Ruhe kann er nun die Hundesprache verstehen. So hört er, wie der Pudel erzählt, wo der Meisl Geld für den unglücklichen Berl Landfahrer vergraben hätte, das er ihm hätte zeigen sollen, doch kenne er den nicht. Berl Landfahrer stellt sich daraufhin dem Pudel vor. Der Pudel freut sich und verspricht, morgen das Versteck zu zeigen. Landfahrer eröffnet dem Pudel, dass die drei am Morgen gehenkt werden sollen. Der Pudel kündigt an, schnell zu entwischen, wenn jemand komme. Am nächsten Morgen kommt aber statt des Henkers der Judenrat herein und eröffnet Berl Landfahrer, dass er begnadigt sei. Doch statt sich darüber zu freuen, verzweifelt er, weil der Pudel durch die offene Tür entwischt ist, bevor er ihm das Versteck hätte zeigen können. Den Rest seines Lebens verbringt er auf der Suche nach dem Pudel. Man sagt über ihn, in der Nacht vor der Hinrichtung habe er seine Menschenseele verloren.

### Die Sarabande
Der elegante Graf Collalto stellt dem ungelenken Baron Juranic beim Tanz mit der jüngsten Berkatochter aus Eifersucht ein Bein, um ihn vor dem Mädchen lächerlich zu machen. Der Baron fordert den Grafen daraufhin für den Abend zum Fechten heraus und ist ihm im Kampf haushoch überlegen. Er schenkt dem Collalto das Leben unter der Bedingung, dass er die ganze Nacht durchtanze. Drei kroatische Musiker spielen eine Sarabande. Der Graf wird immer erschöpfter. Nur, wenn sie an einer Marienstatue vorbeikommen, kommt der tanzende Graf kurz zur Ruhe, denn dann pausierten die Musiker, um zu beten. Juranic, der das verhindern will, führt sie in die Judenstadt, wo es keine christlichen Zeichen gibt. Graf Collalto ist schließlich am Ende, er schreit verzweifelt um Hilfe. Diesen Schrei hört Rabbi Löw und schaut zum Fenster heraus. Collato fleht ihn um ein Christusbild an. Als der Rabbi die Situation versteht, zaubert er auf die gegenüberliegende Wand ein Bild, ein Ecce homo. Davor geht auch Baron Juranic mit seinem steinernen Herzen in die Knie, klagt sich selbst an und erbarmt sich des Grafen. Das Ecce homo war aber kein Christusbild, sondern ein Bild des verfolgten Judentums.

### Der Heinrich aus der Hölle
Rudolf II. erwacht aus einem Albtraum. Er lässt die Hofleute Hanniwald, Sternberg und Bubna rufen, verwechselt den jungen Mundschenk Bubna aber mit jemandem anderen. Erst nachdem Bubna auf Befehl des Kaisers das Paternoster betet, beruhigt er sich. Der Kaiser erzählt seinen Traum, in dem er vom Teufel versucht wird, der ihm prophezeit, dass ihm der geheime Schatz entgehen werde und schreckliche Strafen über das Land kommen werden. Die Vertrauten des Kaisers besprechen, wie er den Abgesandten des Teufels antworten soll. Die Formulierung Hanniwalds gefällt dem Kaiser und er beruhigt sich, erkennt auch den Bubna wieder und geht schließlich zu Bett.
Der marokkanische Gesandte mit großer, reich ausgestatteter Gefolgschaft trifft in Prag ein und wird am Hof empfangen. Doch der Kaiser reagiert wieder seltsam. Er hält den marokkanischen Gesandten für den Heinrich Twaroch, einen ehemaligen Futterknecht in den kaiserlichen Stallungen, der ihm mehrere Münzen gestohlen hat und dann verschwunden ist. Rudolf II. wirft dem Gesandten vor, dass er ungläubig sei und aus der Hölle komme. Die Hofleute sind peinlich berührt. Der Kaiser aber lässt sich nicht beirren, er sieht im Gesandten den Abgesandten des Teufels, der nun seine Antwort erwarte. So wiederholt er die Worte des Hanniwald: ich weiche keinen Fingers breit von dem Herrn Jesu. Die Audienz ist beendet.
Abends begibt sich der Gesandte als Handwerker verkleidet zu einem Gärtner am Stadtrand. Dem erzählt er, dass der Kaiser ihn empfangen habe. Und ihn als einziger am Hof erkannt habe – ihn, den einstigen Stallburschen Heinrich Twaroch, den zum Islam übergetretenen Sohn des Prager Gärtners.

### Der entwendete Taler
Der junge Rudolf II., Sohn des Kaisers Maximilian, verirrt sich auf seinem Ritt ohne Gefolge und hat eine seltsame Erscheinung: mitten im Wald begegnet er zwei Riesen bei drei blinkenden Haufen aus Gold, Silber und Kupfer. Er fragt die Geister, wem der Schatz gehöre und erfährt, dass das alles dem Juden Mordechai Meisl bestimmt sei, dem zukünftigen Kammerherrn des Kaisers. Das verärgerte den jungen Prinz und er nimmt einen Silbertaler aus dem Haufen an sich. Bevor der ganze Spuk verschwindet, wird ihm noch gesagt: Behalte den Taler nur, aber er wird keine Ruhe finden, bis er bei dem ist, dem er gehört. In den folgenden Tagen wird er vom Unglück verfolgt, bis er beschließt, sich des unrechtmäßig angeeigneten Talers zu entledigen. Doch er kann den Juden Mordechai Meisl nicht aufspüren, um ihm den Taler zurückzugeben, keiner kennt ihn. Deshalb wirft er den Taler von der Steinernen Brücke in die Moldau. Er fällt in ein Boot, das eben unten durchfährt. Der Fischer steckt den Taler in seine Manteltasche. Rudolf beschließt, den Taler zu verfolgen. Ein Fremder kauft dem Fischer den Mantel ab, um als Fischhändler getarnt seine Geliebte zu besuchen. Am Morgen nach der Liebesnacht bleibt der Mantel im Birnbaum hängen, über den der Liebhaber aus dem Garten klettert. Den Mantel samt Taler nimmt ein Fuhrmann an sich und verkauft ihn beim Altkleiderhändler. Der junge Rudolf nimmt beim Altkleiderhändler Platz und wartet lange. Schließlich kommt ein kleiner Junge, der gegen einen Groschen die Manteltaschen der Kleidung durchsucht und alles darin Befindliche behalten darf. Er findet den Taler. Auf die Frage Rudolfs, was er sich damit kaufen werde, antwortet der Junge, er werde den Taler nicht für sich ausgeben, denn aus einem Taler können leicht zwei werden. Und er läuft glücklich davon. Rudolf erfährt, dass der Junge Mordechai Meisl heißt.

### Nachts unter der steinernen Brücke
Unter der Steinernen Brücke winden sich ein Rosenstrauch und ein Rosmarinstock umeinander. Rudolf II. und Esther begegnet sich Nacht für Nacht im Traum als Liebende und wissen nicht, wie ihnen geschieht. Esther ist bekümmert, denn sie fühlt Gottes Zorn. Morgens erwachen sie allein in ihren Betten. Rudolf sehnsüchtig und verzweifelt, Esther erleichtert, dass es, wenn auch ein schöner, doch nur ein Traum ist.

### Der Stern des Wallenstein
(1606) Am Hof des Rudolf II. wird gespart und vielen Bediensteten das Salär nicht ausbezahlt, so auch dem Astronomen Johannes Kepler. Im Gespräch mit dem Geheimsekretär Hanniwald beschwert sich Kepler, dass er als seriöser Astronom nicht die astrologischen Voraussagen treffen wolle, die der Kaiser wünsche. Zum Abschluss des Gesprächs fragt Kepler noch nach dem jungen Adeligen Waldstein, denn der will sich von ihm ebenso eine astrologische Berechnung machen lassen. Er ist neugierig, denn Kepler liest aus der Handschrift des Waldstein einen schwierigen, aber großen Charakter.
Nun kommt der junge verarmte Waldstein zu Kepler. Das Quaken der Frösche im Teich hinter Keplers Haus stört ihn übermäßig, er erzählt, dass ihn alle Tierlaute rasend machten, wie auch all die Tiere, die er rund um seine Wohnung schreien, bellen und meckern höre. Waldstein will sich für die kommende Nacht die Planetenkonstellation berechnen lassen. Denn er hat vor, sich einer Diebesbande anzuschließen, um an Geld für seine politischen Unternehmungen zu kommen. Dafür hofft er auf den guten Einfluss des Mars. Doch Kepler berechnet für ihn die Venus. Waldstein verspricht Kepler den Lohn für die Berechnung nach der betreffenden Nacht.
Waldstein hat verabredet, dass er abends von einer Kutsche abgeholt wird, die ihn unter strengen Sicherheitsvorkehrungen zu Barvitius, dem Haupt der Diebesbande bringen soll. Der Überfall soll auf den reichen Juden Mordechai Meisl verübt werde, der heimliche Schatzmeister des Kaisers, der in letzter Zeit sein Geld wie ein Verrückter verschenke und unter die Leute bringe. Waldstein steigt in die vorfahrende Kutsche ein. Die Augen werden ihm verbunden. Nach langer Fahrt wird er in ein Schloss geführt, wo ihn aber nicht der Barvitius, sondern eine schöne maskierte Frau erwartet. Nach Missverständnissen auf beiden Seiten, wird Waldstein erklärt, dass die Dame die Freiheit liebe und deshalb inkognito und maskiert für eine Nacht seine Geliebte sein wolle. So verbringt Waldstein mit der Unbekannten eine Liebesnacht. Doch morgens erkennt er am verhassten Krähen des Hahnes seiner Wirtin, dass er sich nicht weit von zuhause befindet und es sich bei der Unbekannten um seine Nachbarin, die schöne, sehr reiche Witwe Lukretia handelt. Nachdem er sie enttarnt hat, willigt sie ein, ihn zu heiraten.
Als er in sein kleines Zimmer zurückkommt, wartet dort der Verbindungsmann der Diebesbande aufgeregt auf ihn. In der Nacht sind der Barvitius und seine Gesellen verhaftet worden. Zum Dank für das gute Horoskop, das ihn nun reicher gemacht hat als der geplante Beutezug, schickt Waldstein einen Beutel Golddukaten an den armen Kepler, der der Astrologie nun zugutehält, dass sie besser nährt als die Astronomie.

### Der Maler Brabanzio
Kaiser Rudolf II., ein besessener Kunstsammler, gerät ein kleines Bild des Prager Malers Brabanzio in die Hände, das er als Meisterwerk erkennt. Er besucht inkognito den Maler, der gerade einen Flösser porträtiert, in seinem Atelier. An der Wand hängt ein kleines Bild, das ihn fasziniert. Er rät dem Maler, auf der Burg sein Glück zu versuchen, doch Brabanzio will davon nichts wissen, denn es hat sich schon herumgesprochen, dass der Kaiser allen das Salär schuldig bleibe. Mordechai Meisl betritt das Atelier. Er will, dass der Maler ihm ein Porträt seiner vor langer Zeit verstorbenen Frau Esther malt, die er nicht vergessen kann. Er versucht, Esther zu beschreiben. Brabanzio kann aber nach diesen Beschreibungen mit den Augen der Liebe kein Porträt malen. Doch dem Kaiser Rudolf dringen die Worte Meisls ins Herz und er zeichnet gedankenverloren aus der Erinnerung das Gesicht seiner Geliebten aus den Träumen, die er nie vergessen konnte. Selbst ist er mit der kleinen Zeichnung nicht zufrieden, sie erscheint ihm zu oberflächlich. Er lässt sie liegen und verlässt das Atelier mit dem Vorsatz, am nächsten Tag einen Kämmerer um das kleine Gemälde von Brabanzio zu schicken. Ein Windstoß bläst die Zeichnung des Kaisers vor den Maler und Meisl. Meisl erkennt auf diesem Bild seine verstorbene Frau und honoriert den verwunderten Maler großzügig. Am nächsten Tag findet der Kammerdiener des Kaisers das Atelier des Brabanzio leer vor. Mit den acht Gulden des Meisl hat sich der unstete Maler auf eine Reise aufgemacht.

### Der vergessene Alchimist
Der Kaiser hat finanzielle Probleme. Er ist seit Langem zahlungsunfähig, verschuldet sich aber immer mehr, um Kunstwerke zu kaufen. Er ist verzweifelt, als die Räte ihm für einige Gemälde kein Geld mehr bewilligen wollen. Sein Leibkammerdiener Philipp Lang beruhigt ihn und rät ihm, statt auf Alchimisten wie den Hofalchimisten Jakobus van Delle zu setzen, sich geschäftlich mit dem reichen Juden Mordechai Meisl zusammenzutun.
Der Hofalchimist Jakobus van Delle hat beim Kaiser seinen Kopf darauf verwettet, dass er bis zum St.-Wenzels-Tag einen Barren Gold erzeugt haben werde. Doch die Umwandlung von Blei in Gold ist misslungen und van Delle hatte Todesangst. Sein Freund, der Ofenmeister und ehemalige Hofnarr Brouza, beschließt, ihm zur Flucht aus der Burg und zu Geld für die Weiterreise zu verhelfen. Dazu geht er zum Kaiser und reizt ihn solange, bis der Kaiser auf ihn losgeht. Brouza lässt sich verprügeln, doch danach beklagt er sich, was der verstorbene Vater des Kaisers, dessen liebster Hofnarr er war, dazu sagen würde. Um ihn und sein Gewissen zu beschwichtigen, gibt ihm der Kaiser drei Gulden. Brouza bringt die drei Gulden zu van Delle und hilft ihm, mit einer Strickleiter aus der Burg zu entkommen. Dabei verletzt sich Van Delle und versteckt sich ängstlich in Brouzas kleinem Haus. Die Flucht des Alchimisten wird erst lange Zeit nach dem Wenzelstag bemerkt, doch der Kaiser hat die Wette ohnehin längst vergessen. Und Philipp Lang erklärt dem Brouza, dass der Kaiser einen neuen, erfolgreicheren Goldmacher für sich gewonnen habe. Als van Delle das erfährt, ist er so gekränkt, dass er sich die Pulsadern aufschneidet und stirbt. Sein Freund Brouza ist untröstlich wie damals, als Kaiser Maximilian starb.

### Der Branntweinkrug
Die beiden alten Musiker Jäckele-Narr und Koppel-Bär ziehen spät nachts um einen Krug voll Branntwein streitend bei der Altneuschul vorbei. Darin hören sie ein Singen und Rufen – in der Woche nach dem Neujahrsfest rufen die Geister der Verstorbenen nachts die Namen derer, die im kommenden Jahr sterben werden. Jäckele-Narr und Koppel-Bär hören gebannt zu, wer da gerufen wird, hören schließlich auch den Namen des Jäckele-Narr. Koppel-Bär ist verzweifelt, dass sein Freund sterben soll; auch der ist still betroffen. Als aber auch der Mordechai Meisl gerufen wird, und zwar als „der Mann, dem nichts gehört“, zweifeln die beiden daran, dass es die Geister der Verstorbenen sind, die da rufen. Sie halten es für einen schlechten Jux des Goldstickers, der dort wohl die Brokatfahne repariere, denn dass der Meisl steinreich ist, steht für sie außer Frage. Sie sind getröstet und finden sogar den zerschlagen geglaubten Branntweinkrug unversehrt wieder.

### Die Getreuen des Kaisers
(1621) Drei Jahre nach dem Aufruhr 1618 ist die böhmische Gesellschaft im Umbruch, die Reformation ist zurückgeschlagen, der König ist vertrieben, es herrscht Krieg, die Zeiten sind schlecht. Nach der großen Hinrichtung, bei der 27 Personen als Hochverräter gehenkt wurden, treffen der ehemalige Hofnarr und Hofofenmeister Brouza, der ehemaligen Hofbarbier Svatek, der greise, ehemalige zweite Kammerdiener Cervenka und Kasparek, der Lautenspieler des Kaisers, in einem Gasthaus aufeinander. Es stellt sich heraus, dass auch der Wirt Wondra früher einmal als Pfefferstoßer in der kaiserlichen Küche gearbeitet hat. Sie tauschen Anekdoten aus der alten Zeit aus. Der alte Cervenka erzählt nun die Geschichte von Rudolfs schwerer Krankheit: Doktor Jessenius setzte Rudolf auf strenge Diät, verordnete Frischluft und hieß ihn aufstehen. Da Rudolf bereits zu schwach war, zog er ihn gewaltsam hoch. Da prophezeite Rudolf dem Arzt, weil er an ihn Hand angelegt habe, werde er einmal am Galgen enden. Heute habe er, Cervenka, diese Prophezeiung wahr werden sehen. Und er spricht vom Fluch, den Rudolf II. über ganz Prag ausgesprochen hat. Es kommt die Rede auf die Gründe, warum das alte böhmische Reich untergegangen ist. Auf die Bemerkung, Rudolf hätte eben nicht so knausrig sein dürfen, erzählt Cervenka, dass der Kaiser zuletzt kein Geld hatte, denn sein Goldmacher hätte ihn im Stich gelassen. Dazu hat Brouza etwas zu sagen: er weiß, wer dieser geheimnisvolle Goldmacher ist, darf es aber nicht verraten, weil er Stillschweigen versprochen hat. Nicht einmal, als ihm ein Braten angeboten wird, bricht er sein Versprechen. Doch im Himmel wird er einst das Geheimnis lüften – dann um den Preis eines himmlischen Bratens.

### Das verzehrte Lichtlein
Abends hadert Mordechai Meisl alleine zuhause mit dem Leben. Er hat keinen Sohn, dem er sein Gut hinterlassen könnte. Er denkt mit Kummer an seine früh verstorbene Frau und die rätselhaften Worte, die sie in ihrer Todesstunde rief: „Rudolf hilf!“ Dann grübelt er über seine geschäftliche Verbindung mit dem Kaiser, der von ihm gegen eine Vielzahl von Privilegien nicht nur einen vierteljährlichen Anteil am Gewinn erhält, sondern nach seinem Tod auch die Hälfte erben soll. Und der Tod scheint nah, Meisl ist bei sehr schlechter Gesundheit.
Mordechai Meisl empfindet, dass er ein eigentlich bereits erloschenes und nur noch gewaltsam am Leben erhaltenes Licht sei – wie jenes, das der Rabbi Löw einmal mit einem Zauberwort eine lange Nacht am Verlöschen hinderte – weil Gott ihn noch zu irgendeinem Zweck auf dieser Welt brauche. Aber zu welchem? Nun kommt der Kammerdiener Philipp Lang zu Besuch und beobachtet den Gesundheitszustand Meisls mit kalter Gier. Er wartet auf den geheimen Schatz, den zur Hälfte der Kaiser erben soll, und dessen andere Hälfte er sich selbst unter den Nagel reißen will. Sie sprechen über Geschäfte und Tratsch vom Hof. Meisl fragt Lang, warum der Kaiser, so wie er selbst, weder Frau noch Kind hat. Lang erzählt ihm, dass Rudolf II. einer geheimnisvollen Geliebten treu geblieben sei, die wohl die Frau eines Anderen gewesen und dem Kaiser plötzlich entrissen worden wäre. Die Geschichte bedrückt Meisl unerklärlich, und er äußert den Wunsch, den Kaiser einmal persönlich zu sehen. Lang vertröstet ihn auf später, weil er hofft, dass Meisl davor noch sterben werde. So verkleidet sich der alte Mordechai Meisl als Metzger und fährt mit der Fleischlieferung für die Raubtiere in die Burg, um den Kaiser zu sehen.
Rudolf II. ist bedrückt, er hat wieder schlecht geträumt (Der Kaiser versucht, vom Ofenheizer Brouza 100 Gulden zu leihen, doch der narrt ihn mit frechen abschlägigen Antworten). Die Fütterung der Löwen zu Mittag lässt sich Rudolf aber nicht entgehen. Doch auf seinem Weg zu den Käfigen wirft sich ein als Gärtnerin verkleidetes Mädchen vor ihn hin, um für ihren Vater um Gnade zu bitten, und ruft: Rudolf hilf! Der Kaiser hält das Mädchen für einen faulen Küchenjungen, rügt sie und geht weiter. Doch Mordechai Meisl fallen diese zwei Worte tief in die Seele und er begreift, dass der Kaiser Rudolf der Geliebte seiner Frau gewesen ist. Er sinnt auf Rache. Der Kaiser soll nichts erben, er beschließt, seinen großen Reichtum loszuwerden – und gerade so lange will er noch leben.

### Der Engel Asael
Rabbi Löw wird von einem Engel besucht, der mit ihm über die Macht der Worte, die Spuren in der Welt hinterlassen, spricht. Der Rabbi erinnert sich an seine Zauberworte. Dem jungen Rudolf II. hatte er das Leben gerettet, als er bei einem Besuch des Kaisers in der Judenstadt einen Stein, der den Kaiser erschlagen sollte, in ein Schwalbenpaar verwandelt hatte. Der Engel mahnt den Rabbi, dass dieser Zauber damals den göttlichen Plan gestört hätte. Denn an diesem Tag hatte Rudolf in der Judenstadt ein Mädchen gesehen und sich unsterblich in sie verliebt. Nach langer vergeblicher Suche nach dem Mädchen, besuchte Rudolf den Rabbi Löw und befahl ihm, das Mädchen zu suchen und ihm auf die Burg zu bringen. Rabbi Löw weigerte sich, denn die Schöne ist Esther, die Ehefrau von Mordechai Meisl. Darauf drohte der vor Liebe rasende Rudolf, die Juden aus Prag und seinen Landen zu vertreiben. Aus Angst davor pflanzte Rabbi Löw einen Rosenstock und einen Rosmarinstock unter die Steinerne Brücke, in denen sich die Seelen von Esther und Rudolf Nacht für Nacht vereinen sollten, und brachte damit die Sünde in die Judenstadt.
Auf die Frage des Engels, warum sich die Menschen mit der Liebe beschwerten, die nur Unglück in die Welt brächte, erinnert Rabbi Löw den Engel an den Beginn der Zeit, als Engel und Menschentöchter einander liebten. Der Engel weint.

## Rezeption
Der Roman wurde 1953 als letzter Roman Perutz’ zu dessen Lebzeiten veröffentlicht. Der Erfolg war verhalten, da das deutschsprachige Leserpublikum – wie Perutz schon vor dem Erscheinen vermutet hatte – nach der Zeit der Judenverfolgung im Nationalsozialismus wenig Interesse an Literatur über Juden hatte. Die Kunstfertigkeit, mit der der Roman geschrieben wurde, wurde aber von Kritikern noch lange nach seinem Erscheinen gerühmt. Der Literaturkritiker Denis Scheck urteilte fast sieben Jahrzehnte nach dem Erscheinen:

„Wie kann ein so fantastischer Roman so in Vergessenheit geraten? Es ist ein unglaublich gutes Buch!“

In der Zeitschrift der Theodor Kramer Gesellschaft wundert sich Martin Krist, dass dieser bekannteste aller „Rabbi Löw“- und Golem-Romane in einer dreimonatigen Ausstellung in Prag 2009 zum 400. Todestag von Judah Löw und dessen Nachwirken in der Kunst nicht erwähnt wurde. Im Ausstellungskatalog von 500 Seiten wird das Buch immerhin zweimal notiert, jedoch nur mit dem Titel. Krist sieht darin eine gewollte Tendenz:

„Perutz bleibt wohl in Tschechien weiter vergessen, ein Schicksal, das er mit vielen Prager deutschen Autoren teilt.“

## Ausgaben
- Die Erstausgabe erschien nicht in Perutz’ Stammverlag, dem Zsolnay-Verlag, sondern bei der Frankfurter Verlagsanstalt. Seither gab es zahlreiche Auflagen und Übersetzungen des Werkes in viele Sprachen. Eine gekürzte Fassung wird in Deutsch als Hörbuch angeboten unter dem Titel: Zwischen Traum und Wirklichkeit. Wien 2007, ISBN 3-7085-0170-5 und ISBN 978-3-7085-0170-3

## Bearbeitungen
- Nachts. Opernfestival von sirene Operntheater mit 9 Opern nach Kapiteln aus Nachts unter der Steinernen Brücke. Kristine Tornquist (Librettobearbeitung) und Oskar Aichinger (Der entwendete Taler), Akos Banlaky (Der Stern des Wallenstein), René Clemencic (Nachts unter der steinernen Brücke), François-Pierre Descamps (Der vergessene Alchimist), Christof Dienz (Das Gespräch der Hunde), Lukas Haselböck (Der Maler Brabanzio), Paul Koutnik (Das verzehrte Lichtlein), Wolfram Wagner (Die Sarabande), Gernot Schedlberger (Der Heinrich aus der Hölle). UA Wien, Expedithalle der ehemaligen Ankerbrotfabrik 2009

## Notizen
1. ↑  http://archiv.sueddeutsche.de/V5t38H/401734/Der-Mensch-denkt-Gott-lacht.html (Seite nicht mehr abrufbar, festgestellt im Mai 2018. Suche in Webarchiven)
2. ↑  SWR2: Leo Perutz: Nachts unter der steinernen Brücke. 9. Dezember 2021, abgerufen am 13. Juli 2023.
3. ↑  Zs. Zwischenwelt, J. 26, Heft 3/4, Dez. 2009, S. 40 ISSN 1606-4321 S. 40: „Der 'vergessene' Leo Perutz.“